# Amsterdam-Ouest
Amsterdam-Ouest (Amsterdam-West en néerlandais) est l'un des huit stadsdelen (arrondissements) d'Amsterdam. Il est créé sous sa forme actuelle en 2010 à la suite du regroupement des quartiers d'Oud-West (« Vieil Ouest »), Westerpark, De Baarsjes et Bos en Lommer. En termes de localisation, Amsterdam-Ouest se trouve à l'ouest de la ceinture de canaux (et entre autres du Jordaan). La dénomination Amsterdam Ouest englobe essentiellement la partie de la ville d'Amsterdam située a l'ouest du Singel et datant d'avant la Seconde Guerre mondiale. Le développement de ce quartier a commencé dans le dernier quart du XVIIIe siècle avec les quartiers de Spaarndammerbuurt, Zeeheldenbuurt (en partie), Staatsliedenbuurt, Frederik Hendrikbuurt, Kinkerbuurt et d'Overtoom.
Dans les années 1960, une importante communauté marocaine vient s'installer dans le quartier. Aujourd'hui, Amsterdam-West compte une forte communauté marocaine.

## Galerie

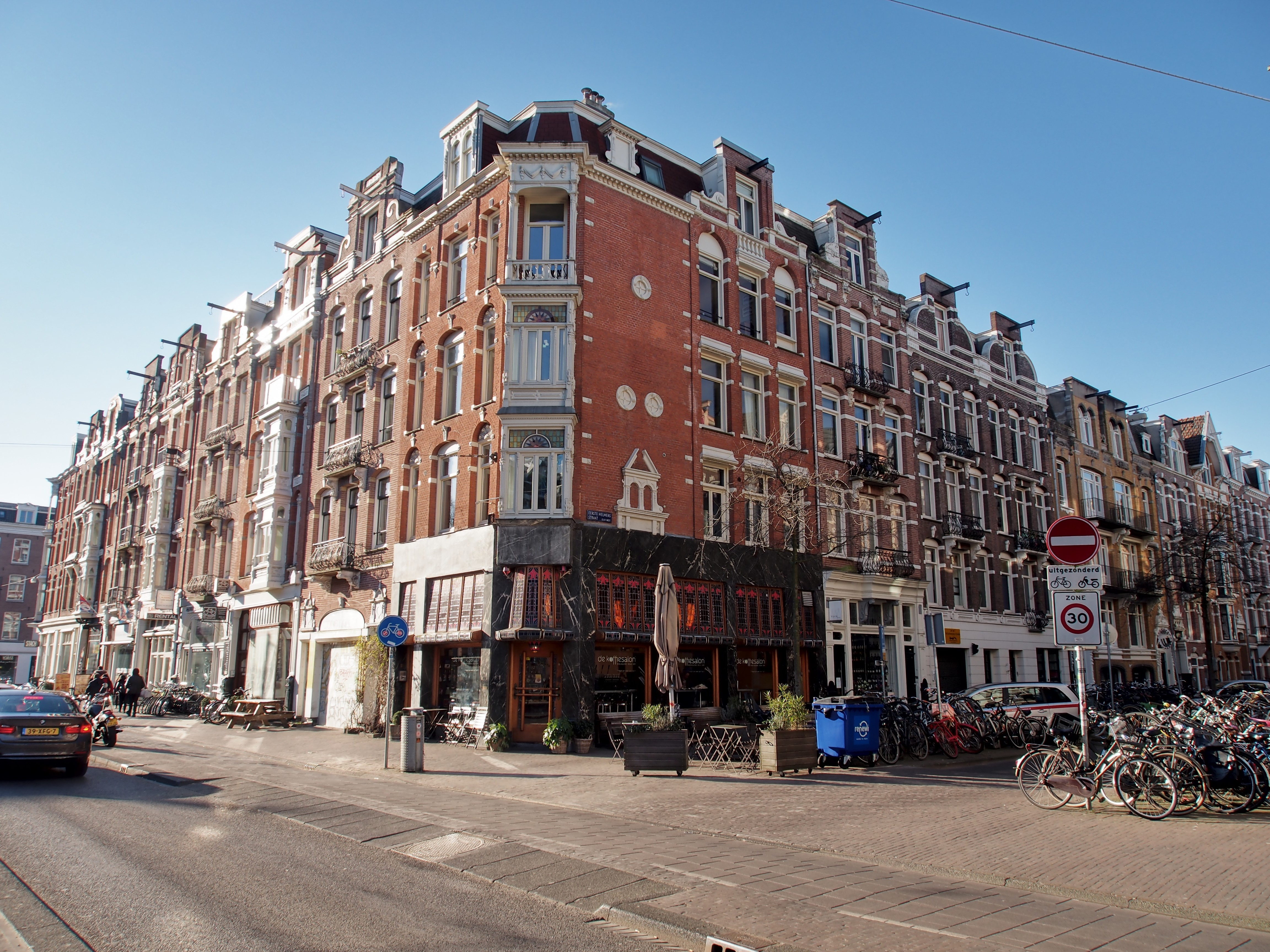
Eerste Helmersstraat.
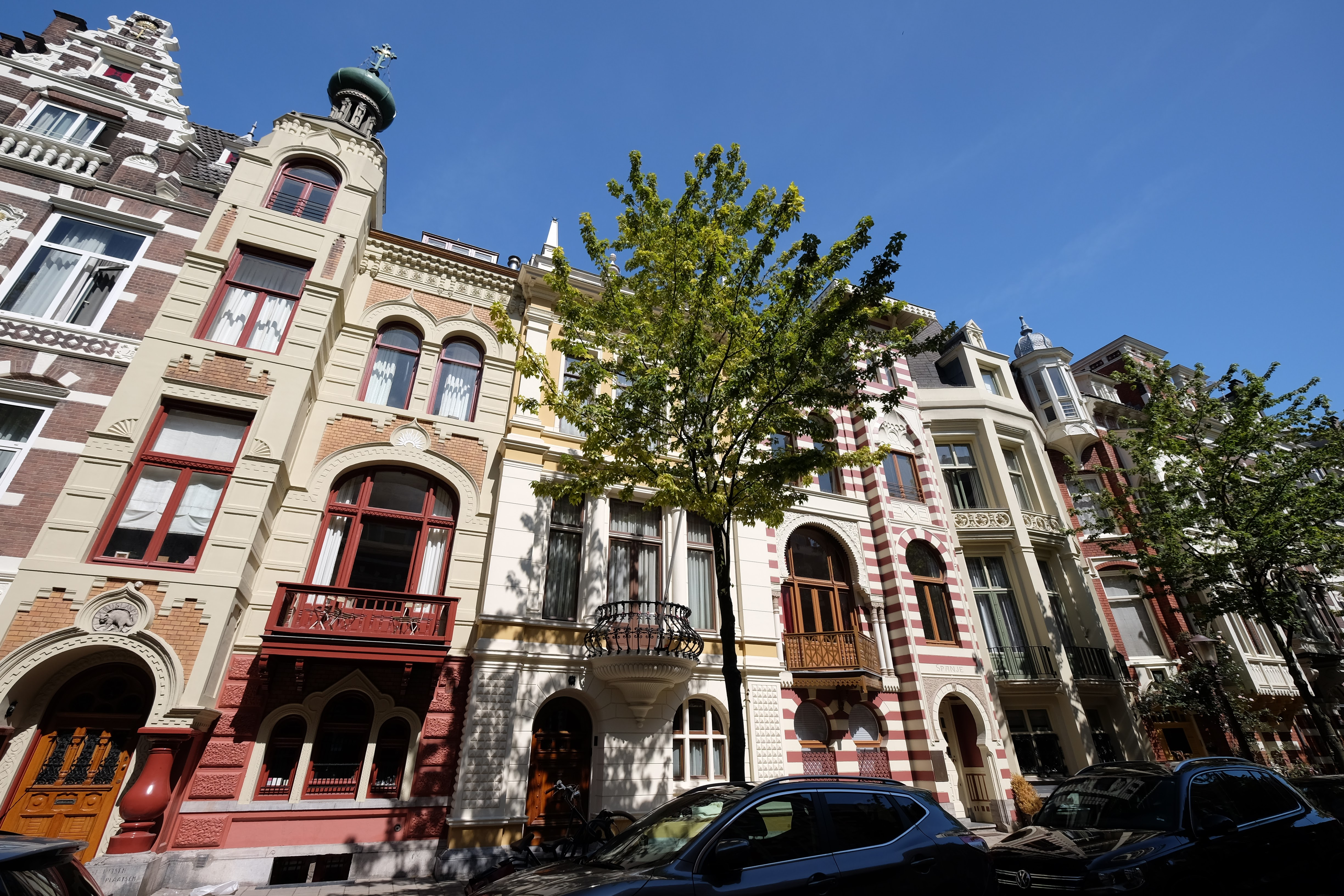
Museumkwartier.
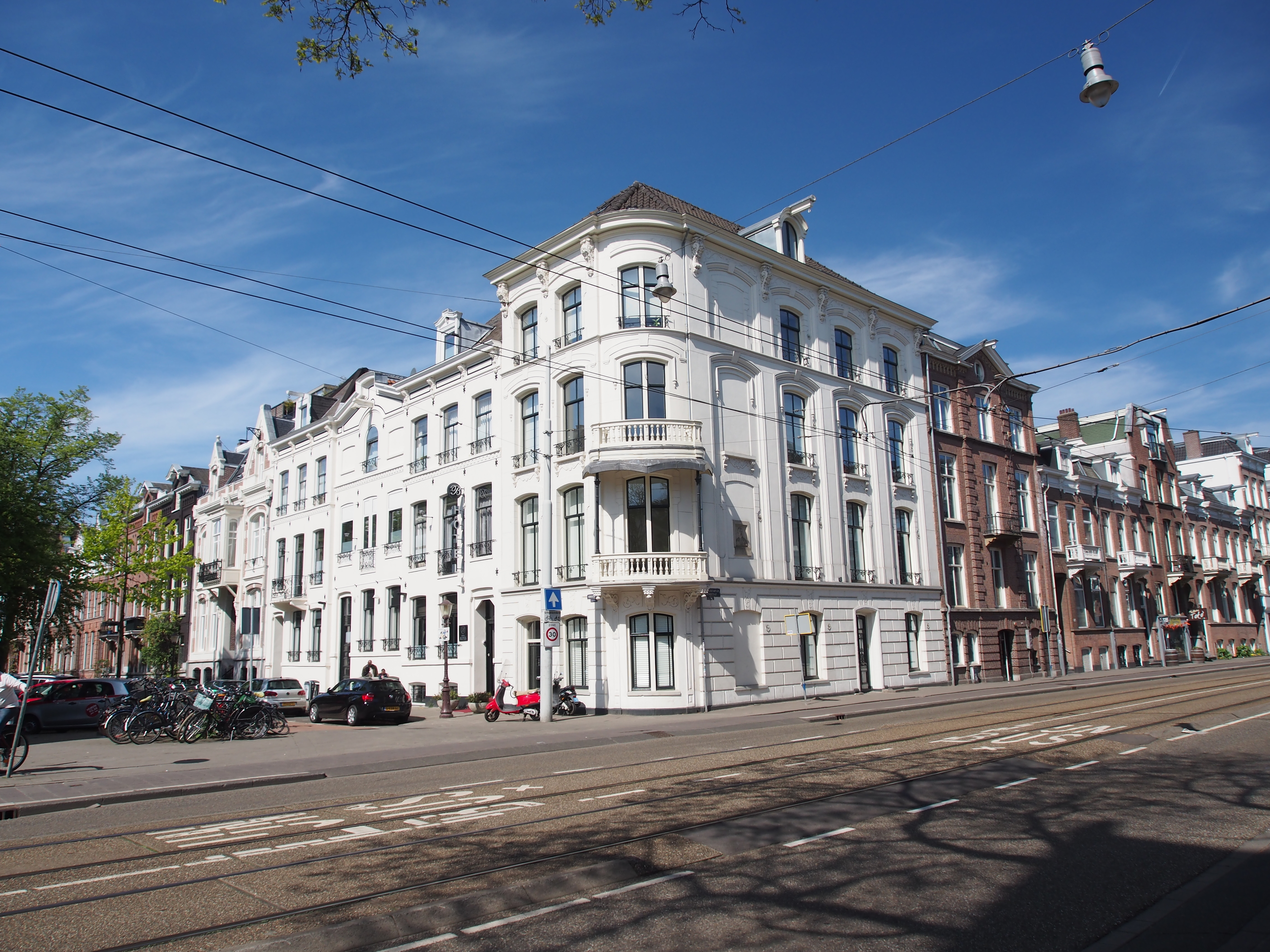
Vondelstraat.
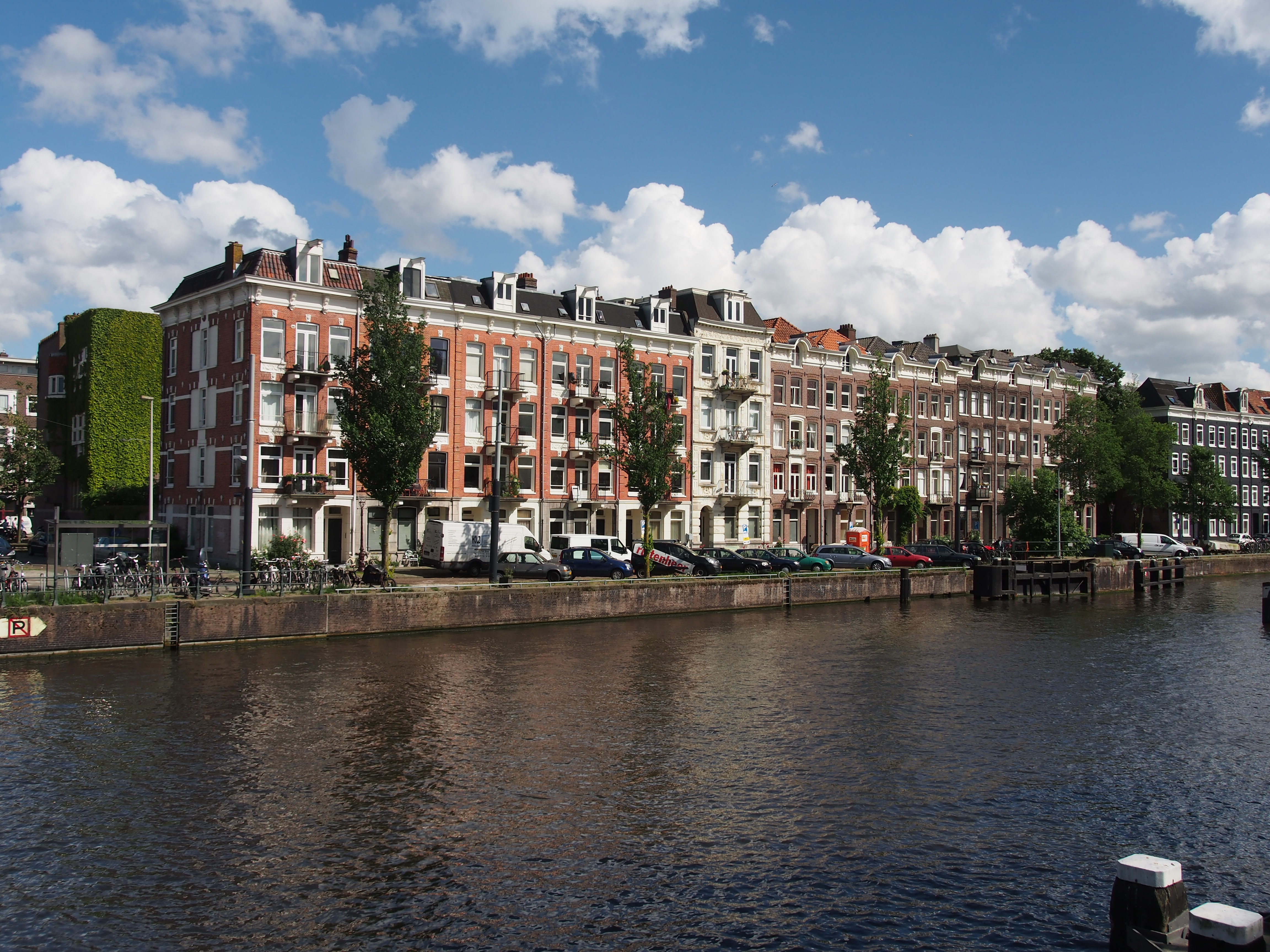
Houtmankade.
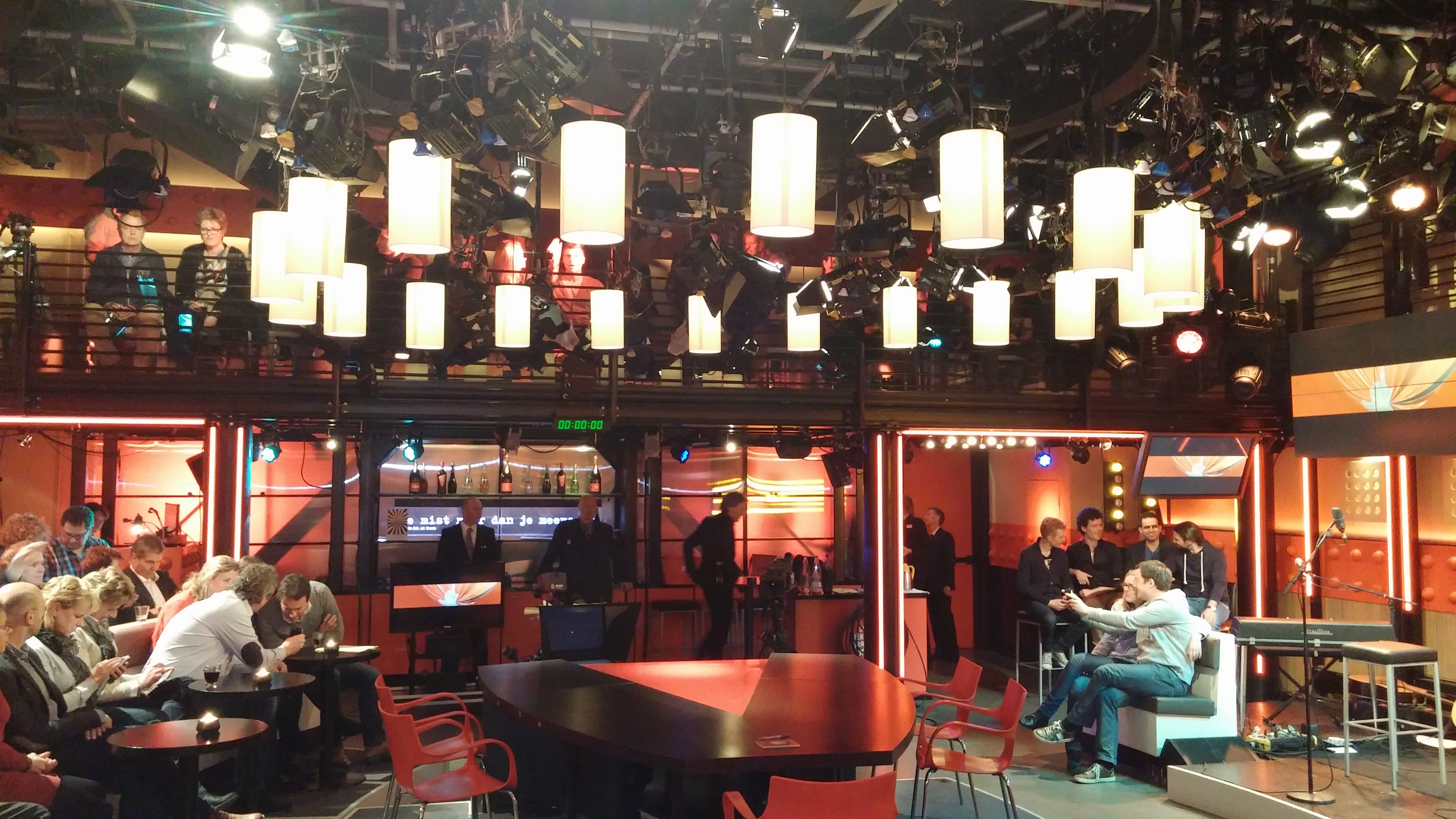
Studio de télévision à la Westergasfabriek.

## Personnalités
- Sevn Alias, rappeur y est né.
- Mohamed Khamal, kick-boxeur, y est né.
- Aziz Kallah, kick-boxeur, y est né.
- 3robi, rappeur y a grandi.
- Samir Azzouz, terroriste djihadiste, y a grandi.
- Dennis Bergkamp, footballeur international néerlandais, y a grandi.
- Yassin Ayoub, footballeur international marocain, y a grandi.
- Oussama Tannane, footballeur international marocain, y a grandi.
- Alami Ahannach, footballeur international marocain, y a grandi.
- Tarik et Omar Tissoudali, footballeurs, y ont grandi.